# The Hardacres
The Hardacres är en brittisk historisk dramaserie vars första säsong hade premiär den 7 oktober 2024 på Channel 5. Serien, som är skapad av Loren Mclaughlan och Amy Roberts består av sex avsnitt.

## Handling
Serien utspelar sig i Yorkshire på 1890-talet och kretsar kring arbetsklassfamiljen Hardacres som hankar sig fram i en av stadens fiskehamnar. En olycka får familjen Hardacres att satsa sina sista slantar och flyttar ut på landsbygden för att starta en ny affärsverksamhet.

## Rollista (i urval)
- Claire Cooper - Mary Hardacre
- Liam McMahon - Sam Hardacre
- Adam Little - Joe Hardacre
- Shannon Lavelle - Liza Hardacre
- Zak Ford-Williams - Harry Hardacre
- Julie Graham - Ma Hardacre
- Cathy Belton - Emma Fitzherbert